# Иванов, Вячеслав Фёдорович (государственный деятель)
Вячесла́в Фё́дорович Ивано́в (1894—1938) — советский государственный и хозяйственный деятель.

## Биография
Родился 1 марта 1894 года[по какому календарю?] в селе Вознесенское Славковской волости Кашинского уезда Тверской губернии в семье управляющего (затем арендатора) имения помещика Шумана.
В 1914 году закончил 4 класса Тверской духовной семинарии, затем учился в Московском коммерческом институте. С мая 1916 — рядовой российской армии, окончил школу прапорщиков в Одессе.
С августа 1918 по май 1919 года — начальник отдела районного отдела народного образования в Кашине, с мая 1919 по июнь 1921 года — помощник командующего войсками Беломорского военного округа. В ноябре 1919 года вступил в РКП(б). Дальнейшая карьера:
- с июня 1921 до февраля 1922 года — начальник организационно-инструкторского отдела Мостекстиля Московского губернского совнархоза.
- с февраля 1922 по апрель 1929 года — директор, заместитель председателя и председатель Совета директоров Мосторга
- с апреля по октябрь 1929 года — председатель правления Московского городского государственного Банка
- с октября 1929 по август 1930 года — начальник Московского областного финансового отдела
- с августа 1930 по 29 января 1932 года — торговый представитель СССР в Австрии
- с марта 1932 по август 1934 года — глава Московского областного отделения лёгкой промышленности
- с августа 1934 по январь 1935 года — заместитель председателя исполнительного комитета Московского областного Совета
- с 29 февраля по 14 июня 1937 года — председатель Организационного комитета Президиума ВЦИК Тверской области
- с 17 июня 1935 по 9 июня 1937 года — председатель исполкома Калининского областного совета.

Был арестован 23 июня 1937 года; 8 февраля 1938 года приговорён к смертной казни «за участие в контрреволюционной террористической организации» Военной Коллегией Верховного Суда СССР, 10 февраля расстрелян.Посмертно реабилитирован  18 февраля 1956 года.

## Награды
- Орден Ленина (20 декабря 1935).